# غولي أوتوك
غولي أوتوك (تلفظ صربي-كرواتي: [ɡôliː ɒtok])(بالإيطالية: Isola Calva) هي جزيرة قاحلة غير مأهولة كانت موقعًا لسجن سياسي يوغوسلافي سابق. بدأ تشغيل السجن بين عامي 1949 و1989.
تقع الجزيرة في شمال البحر الأدرياتيكي قبالة ساحل مقاطعة بريموريه-غورسكي كوتار، كرواتيا، وتبلغ مساحتها حوالي 4.5 كيلومتر مربع (1.7 ميل مربع). تتعرض الجزيرة لرياح بورا القوية، خاصة في فصل الشتاء، مما يجعل سطحها خالي تمام من النباتات، لذك سميت غولي أوتوك (الجزيرة القاحلة باللغة الكرواتية) اسمها. تُعرف أيضًا باسم الكاتراز الكرواتي بسبب وإجراءاتها الأمنية المشددة.

## سجن غولي أوتوك
لم تستوطن الجزيرة بشكل دائم أبدًا باستثناء السجناء خلال القرن العشرين. طوال الحرب العالمية الأولى أرسلت الإمبراطورية النمساوية المجرية أسرى الحرب الروس من الجبهة الشرقية إلى غولي أوتوك.
حولت الجزيرة بالكامل رسميًا في عام 1949 إلى سجن شديد الحراسة وسري للغاية ومعسكر عمل تديره سلطات جمهورية يوغوسلافيا الاتحادية الشعبية، مع جزيرة سفيتي غرغور القريبة. في أعقاب انفصال تيتو وستالين وطوال فترة الكومنفورم، تم استخدامه لسجن السجناء السياسيين حتى عام 1956، من بين هؤلاء دعماء الاتحادالسوفيتي المعروفين والمزعومين وكل من أظهر التعاطف أو الميول تجاه الاتحاد السوفيتي.
سجن العديد من مناهضي الشيوعية (الصرب والكروات والمقدونيين والألبان وغيرهم من القوميين وما إلى ذلك) في غولي أوتوك. كما تم إرسال السجناء غير السياسيين إلى الجزيرة لقضاء أحكام جنائية بسيطة وحُكم على بعضهم بالإعدام. سجن هناك ما يقرب من 16,0000 سجين سياسي، توفي منهم ما بين 400 و600 في الجزيرة. وتزعم مصادر أخرى، تعتمد إلى حد كبير على بيانات فردية مختلفة، أن ما يقرب من 4000 سجين ماتوا في المعسكر.
أُجبر السجناء على العمل (في مقلع الحجارة وصناعة الفخار والنجارة)، بغض النظر عن الظروف الجوية: في الصيف ترتفع درجة الحرارة إلى 40 درجة مئوية (104 درجة فهرنهايت)، بينما في الشتاء كانوا يُجبرون على العمل والتعرض لرياح بورا الباردة ودرجات الحرارة المتجمدة. السجناء هم من كانوا يقومون بإدارة السجن بالكامل وكان نظامه الهرمي يُجبر المدانين على الضرب والإهانة. كان السجناء يأملوا أن يأملوا في الارتقاء في التسلسل الهرمي والحصول على معاملة أفضل، إذا ساعدوا من في القمة.
بعد أن قامت يوغوسلافيا بتطبيع العلاقات مع الاتحاد السوفيتي، انتقل سجن غولي أوتوك إلى الولاية القضائية الإقليمية لجمهورية كرواتيا الاشتراكية (على عكس السلطات الفيدرالية اليوغوسلافية)، ولكن ظل السجن موضوعًا محظورًا في يوغوسلافيا حتى أوائل الثمانينيات. كتب أنتوني إيساكوفيتش رواية ترين (لحظة) عن السجن عام 1979، وانتظر حتى وفاة جوزيف بروز تيتو عام 1980 لنشره، أصبح الكتاب من أكثر الكتب مبيعًا على الفور.
أغلق السجن في 30 ديسمبر 1988 وهجر بالكامل في عام 1989. أصبح منذ ذلك الحين منطقة جذب سياحي. شكل السجناء الكرواتيين السابقين رابطة السجناء السياسيين السابقين في جولي أوتوك. وشكل السجناء الصرب كذلك في جمعية جولي أوتوك.

### مسرد المراجع
1. ↑  Žižek، Slavoj (2009). The Parallax View. Cambridge, MA: MIT Press. ص. 288. Goli otok ... a notorious Communist concentration camp
2. ↑  Almond، Mark (1994). Europe's Backyard War: The War in the Balkans. London: Mandarin. ص. 158. The island concentration camp of Goli Otok ...
3. ↑  Dežman، Jože (2006). The Making of Slovenia. Ljubljana: National Museum of Contemporary History. ص. 140. the concentration camp on Goli otok established in 1949
4. ↑  Gibbens، Sarah (29 أغسطس 2017). "See the Haunting Ruins of a Prison Once Known as a 'Living Hell'". National Geographic. مؤرشف من الأصل في 2023-10-12. اطلع عليه بتاريخ 2017-09-05.
5. 1 2  Segel 2012، صفحات 323–325.
6. ↑  "Donja Klada » Goli otok". مؤرشف من الأصل في 25 نوفمبر 2017. اطلع عليه بتاريخ 7 نوفمبر 2017.
7. ↑  "Višestruki ubojica s Golog otoka opet ubio". Jutarnji list. 31 مايو 2006. مؤرشف من الأصل في 2023-10-18. اطلع عليه بتاريخ 2017-02-27.
8. ↑  Central Intelligence Agency (20 نوفمبر 1970). "Yugoslavia: The Outworn Structure" (PDF). ص. 3. مؤرشف من الأصل (PDF) في 2022-01-27.
9. ↑  Previšić 2015، صفحة 192.
10. ↑  Previšić 2015، صفحة 190.
11. ↑  "Srbija nudi odštetu zatvorenicima na Golom otoku - devet dolara po danu". Slobodna Dalmacija (بالكرواتية). 25 Jul 2012. Archived from the original on 2023-10-17. Retrieved 2014-09-02.
12. ↑  Goli Otok, AestOvest, Osservatorio Balcani e Caucaso 2008 نسخة محفوظة 2023-05-09 على موقع واي باك مشين.
13. ↑  Previšić 2015، صفحات 175–177.
14. ↑  "scotti". www.comune.bologna.it. مؤرشف من الأصل في 2023-05-28. اطلع عليه بتاريخ 2017-11-07.[بحاجة للناشر]
15. ↑  Previšić 2014، صفحة 234.
16. ↑  Vežić, Goran. "Goli otok - zloglasna Titova kaznionica". dw.com (بالكرواتية). دويتشه فيله. Archived from the original on 2023-05-09. Retrieved 2018-07-30.
17. ↑  "'Nikada nećemo saznati čija je konkretno ideja o osnivanju logora na Golom otoku'". مؤرشف من الأصل في 2023-05-10.
18. ↑  Previšić 2015، صفحة 174.
19. ↑  Daniel J. Goulding, Liberated cinema: the Yugoslav experience, 1945-2001, Indiana University Press, 2002. (p. 159)
20. ↑  "Na Golom otoku žalio sam što nisam kriminalac". Večernji list (بالكرواتية). 1 Jan 2005. Archived from the original on 2023-10-17. Retrieved 2017-02-27.
21. ↑  "Slobodna Dalmacija". arhiv.slobodnadalmacija.hr. مؤرشف من الأصل في 2012-10-17. اطلع عليه بتاريخ 2017-11-07.
22. ↑  "Spomen žrtvama Golog otoka na Adi - Glas javnosti". www.glas-javnosti.rs. 3 ديسمبر 2007. مؤرشف من الأصل في 2023-05-10. اطلع عليه بتاريخ 2017-11-07.

### ثبت المراجع
- Previšić, Martin (2014). Povijest informbiroovskog logora na Golom otoku 1949. –1956 [History of the Goli Otok Cominformist Prison Camp 1949. – 1956.] (PDF) (بالكرواتية). كلية الإنسانيات والعلوم الاجتماعية في جامعة زغرب  [لغات أخرى]‏. Archived from the original (PDF) on 2023-07-08. Retrieved 2018-07-30.{{استشهاد بكتاب}}:  صيانة الاستشهاد: علامات ترقيم زائدة (link)
- Previšić, Martin (Feb 2015). "Broj kažnjenika na Golom otoku i drugim logorima za informbirovce u vrijeme sukoba sa SSSR-om (1948.-1956.)" [The Number of Convicts on Goli Otok and other Internment Camps during the Informbiro period (1948 – 1956)]. Historijski zbornik (بالكرواتية). 66 (1): 173–193. Archived from the original (PDF) on 2023-09-07. Retrieved 2018-07-27.
- Segel، Harold B.، المحرر (2012). The Walls Behind the Curtain: East European Prison Literature, 1945-1990. University of Pittsburgh Press. ISBN:9780822978022. مؤرشف من الأصل في 2023-10-12.

## للاستزادة
- Ekohistorijski aspekti proučavanja logora na Golom otoku 1949.-1956.
- https://www.lopar.com/hrv/turisticka_ponuda/izleti/goli_otok.php نسخة محفوظة 8 يونيو 2019 على موقع واي باك مشين.
- Antić، Ana (1 سبتمبر 2016). "The Pedagogy of Workers' Self-Management: Terror, Therapy, and Reform Communism in Yugoslavia after the Tito-Stalin Split". Journal of Social History. ج. 50 ع. 1: 179–203. DOI:10.1093/jsh/shw013.
- Previšić, Martin (2019). Povijest Golog otoka (بالكرواتية). Fraktura. ISBN:978-953266988-6.